# Benjamin Sheares Bridge

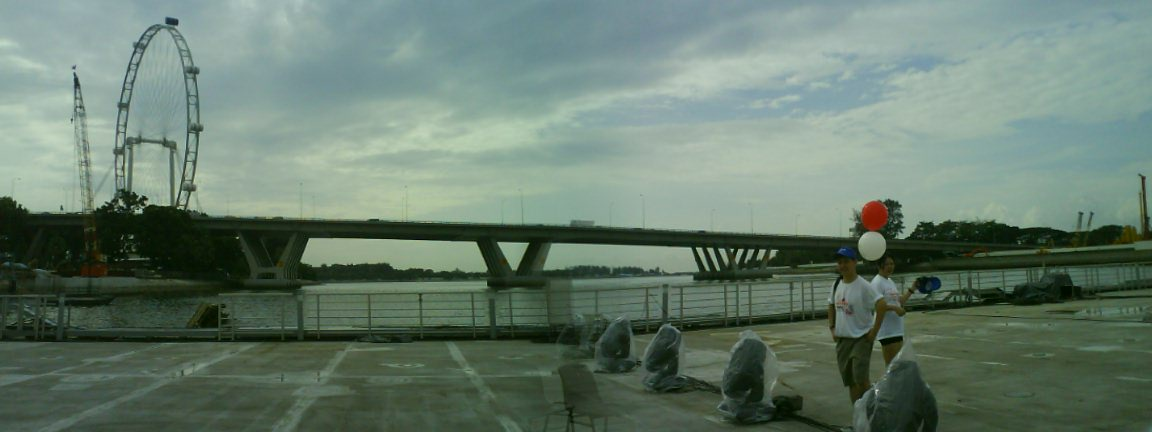
Abschnitt der Benjamin Sheares Bridge über die Marina Bay

Die Benjamin Sheares Bridge ist eine Autobahnbrücke in Singapur und mit 1855 Metern die längste Brücke des Stadtstaates. Sie ist wichtiger Bestandteil des East Coast Parkways, der den Flughafen Singapur mit dem Geschäftsdistrikt verbindet. Sie überquert den Marina Channel, der sich kurz nach der Mündung des Singapore River in die Marina Bay an der Grenze der Planungsgebiete Downtown Core und Marina East befindet. Die Benjamin Sheares Bridge führt von Osten zuerst über die Mündung des Kallang River in den Stadtteil Marina Centre, wo sich eine Anschlussstelle befindet, beschreibt dort eine Kurve nach Süden und führt dann weiter über den Ostteil der Marina Bay. Die lichte Brückenhöhe beträgt hier 20 m, um auch größeren Booten die Zufahrt zum Yachthafen zu ermöglichen.
Benannt wurde die Brücke nach Benjamin Sheares, dem zweiten Präsidenten Singapurs, während dessen Amtszeit sie von 1977 bis 1981 für 177 Millionen Singapur-Dollar erbaut wurde. Als nationales Symbol Singapurs war die Brücke auch auf dem 50-Dollar-Geldschein der dritten Banknotenserie abgebildet.
Seit 2008 führt die Benjamin Sheares Bridge im Bereich der Boxenanlagen insgesamt viermal über den neuen Marina Bay Street Circuit der Formel 1.